# Лопастино (Ленинградская область)
Лопастино — деревня в Ефимовском городском поселении Бокситогорского района Ленинградской области.

## История
Согласно X-ой ревизии 1857 года:

ЛОПАСТИНО — деревня, принадлежит Колюбакину: хозяйств — 17, жителей: 35 м. п., 36 ж. п., всего 71 чел.

По земской переписи 1895 года:

  
ЛОПАСТИНО — деревня, крестьяне бывшие Колюбакина: хозяйств — 21, жителей: 53 м. п., 41 ж. п., всего 94 чел.

В конце XIX — начале XX века деревня административно относилась к Соминской волости 1-го земского участка 3-го стана Устюженского уезда Новгородской губернии.

ЛОПАСТИНО — деревня Лопастинского сельского общества, число дворов — 31, число домов — 62, число жителей: 86 м. п., 86 ж. п.; Занятие жителей: земледелие, лесные и заводские заработки. Река Соминка. Часовня, земская школа. (1910 год)

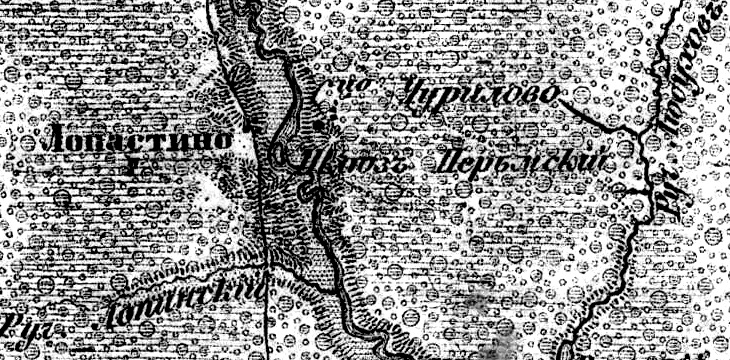
Деревня Лопастино на карте 1917 года

С 1917 по 1918 год деревня входила в состав Тарантаевской волости Тихвинского уезда Новгородской губернии.
С 1918 года, в составе Череповецкой губернии.
С 1924 года, в составе Соминской волости Устюженского уезда.
С 1927 года, в составе Лопастинского сельсовета Ефимовского района.
С 1928 года, в составе Великосельского сельсовета.
По данным 1933 года деревня Лопастино входила в состав Великосельского сельсовета Ефимовского района.
В 1940 году население деревни составляло 205 человек.
С 1954 года в составе Ефимовского сельсовета.
С 1965 года в составе  Бокситогорского района. В 1965 году население деревни составляло 120 человек.
По данным 1966, 1973 и 1990 годов деревня Лопастино также входила в состав Ефимовского сельсовета.
В 1997 году в деревне Лопастино Ефимовской волости проживали 4 человека, в 2002 году — 2 человека (все русские).
В 2007 году в деревне Лопастино Ефимовского ГП проживали 12 человек, в 2010 году — 7, в 2015 году — 2, в 2016 году — 1 человек.

## География
Деревня расположена в центральной части района, к северо-востоку от автодороги А114 (Вологда — Новая Ладога) и к югу от железной дороги Волховстрой I — Кошта.
Расстояние до административного центра поселения — 12 км.
Расстояние до ближайшей железнодорожной платформы Фетино — 1 км. 
Деревня находится на правом берегу реки Соминка.